# Włoski brainrot

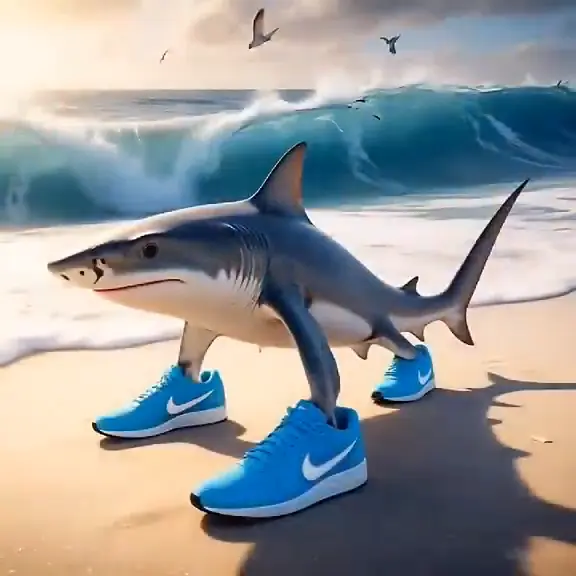
Tralalero Tralala, jeden z włoskich brainrotów

Włoski brainrot (ang. Italian brainrot) – seria surrealistycznych memów internetowych, która pojawiła się na początku 2025 roku. Charakteryzuje się absurdalnymi zdjęciami wygenerowanych przez sztuczną inteligencję postaci o quasi-włoskich nazwach. Zjawisko to szybko rozprzestrzeniło się w mediach społecznościowych, takich jak TikTok i Instagram, dzięki połączeniu syntetyzowanych „włoskich” lektorskich głosów, groteskowego i zabawnego wyglądu oraz bezsensownej narracji.

## Opis

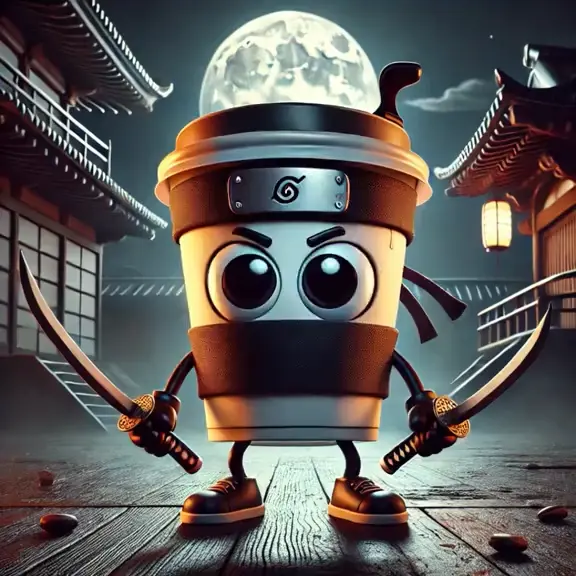
Cappuccino Assassino, jeden z włoskich brainrotów

Włoski brainrot charakteryzuje się dziwnymi obrazami lub filmami tworzonymi przez sztuczną inteligencję. Zazwyczaj przedstawiają one hybrydy zwierząt z codziennymi przedmiotami, jedzeniem lub bronią. Twory te otrzymują włosko brzmiące nazwy albo wykorzystują stereotypowe elementy kultury włoskiej, a towarzyszy im wygenerowany przez głos narratora mówiącego z włoskim akcentem – zazwyczaj w sposób pozbawiony sensu. Postaciom towarzyszy ich własna melodia. Postacie te łączą elementy surrealizmu, wizualnego niepokoju oraz ironii internetowej, odzwierciedlając poczucie humoru pokolenia Z, a przede wszystkim Alfa.
Zjawisko zyskało rozgłos w marcu 2025 roku, rozprzestrzeniając się do Indonezji, Stanów Zjednoczonych i Europy.

## Postacie

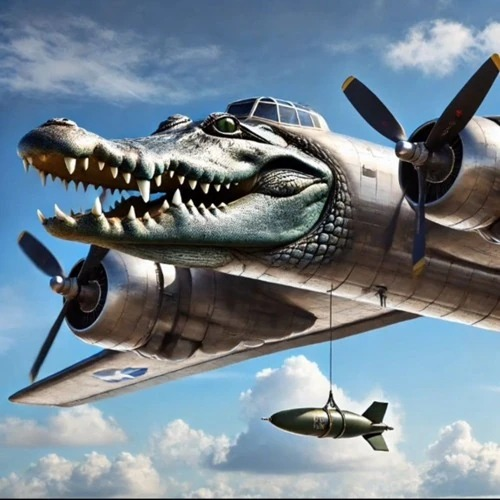
Bombardiro Crocodillo, jeden z włoskich brainrotów

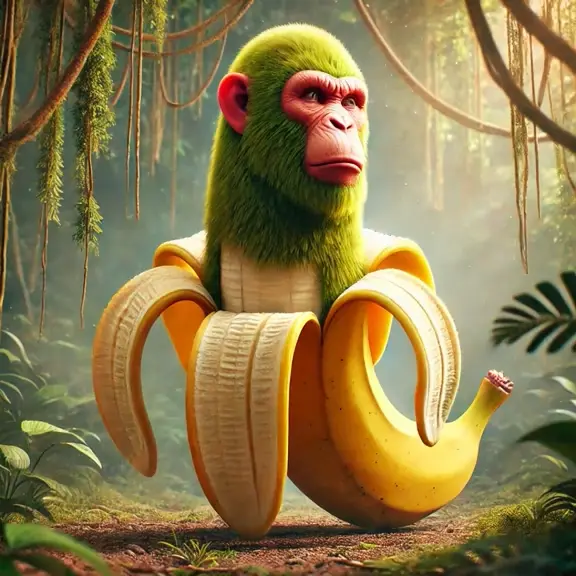
Chimpanzini Bananini, jeden z włoskich brainrotów

Do postaci z włoskiego brainrotu należą m.in.: Tralalero Tralala (antropomorficzny trójnożny rekin w butach Nike), Bombardiro Crocodilo (hybryda samolotu bombowego i krokodyla), Bombonini Gusini (hybryda samolotu i gęsi), Ballerina Capucina (baletnica z głową w kształcie filiżanki cappuccino), Tung Tung Tung Sahur (przypominający antropomorficzną kłodę z kijem baseballowym w ręku), Brr Brr Patapim (hybryda drzewa z nosaczem sundajskim), Trulimero Trulichina (połączenie kota z rybą), Chimpanzini Bananini (szympans w skórce od banana), La Vaca Saturno Saturnita (połączenie krowy z Saturnem), Lirili Larila (połączenie słonia z kaktusem) czy Frigo Camelo Buffo Fardelo (skrzyżowanie wielbłąda z lodówką), Trippi Troppi (skrzyżowanie krewetki z kotem).

## Odniesienia w kulturze

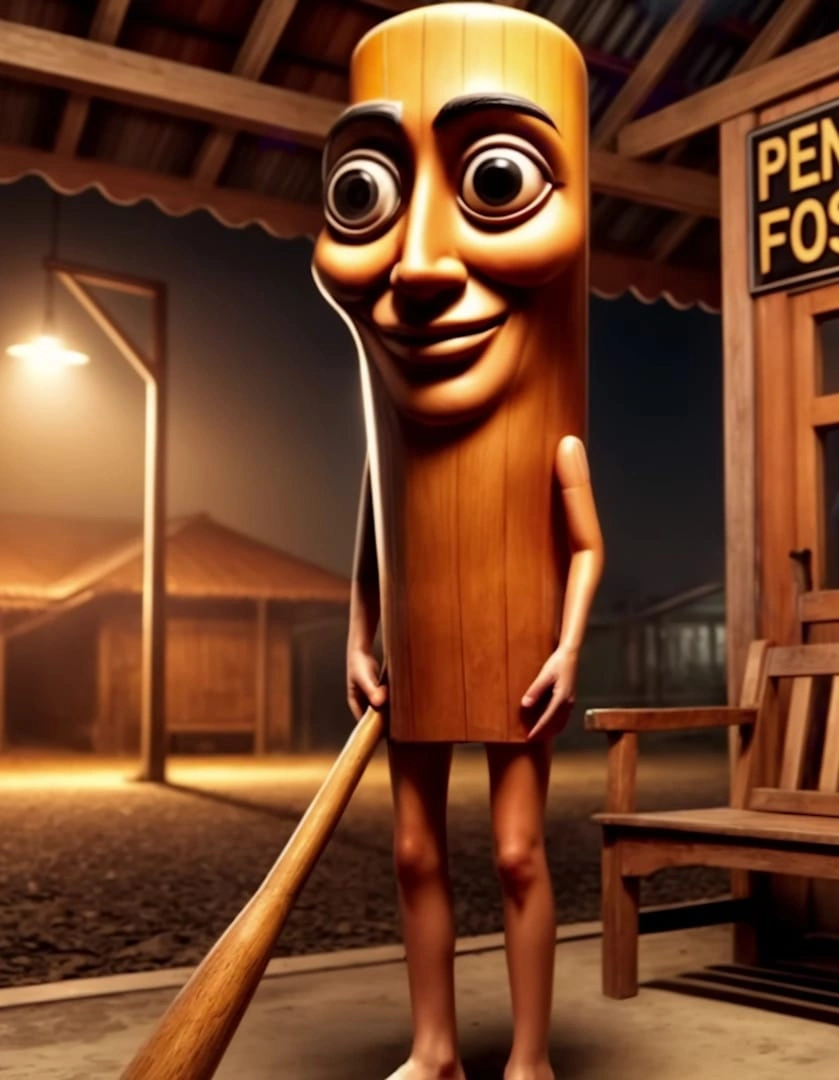
Tung Tung Tung Sahur, jeden z włoskich brainrotów

Marki zaczęły naśladować ten trend, wykorzystując go w swoich kampaniach marketingowych. „Italian brainrot” zainspirowało również powstanie wielu niestabilnych memowych kryptowalut.
W maju 2025 roku indonezyjska wytwórnia Dee Company zasugerowała, że planuje nakręcić film inspirowany postacią Tung Tung Tung Sahura.

## Kontrowersje
Postacie Tralalero Tralala i Bombardiro Crocodilo zostały oskarżone o islamofobię, ponieważ wideo z Tralalero Tralala zawiera teksty w języku włoskim, które rzekomo wyśmiewają Allaha. Niektórzy włoscy użytkownicy zwracają jednak uwagę, że chodzi o ogólną wulgarność.
Jeszcze poważniejsze zarzuty dotyczą postaci Bombardiro Crocodilo, która została skrytykowana za trywializowanie ofiar cywilnych wojny w Gazie. W niektórych filmikach z jej udziałem wykorzystano ścieżkę dźwiękową, która opisuje bombardowanie dzieci w Gazie i innych częściach Palestyny.